# Kanton Dunkerque-2
Der Kanton Dunkerque-2 ist der mit der französischen Kantonsreform 2015 gebildete 17. Wahlkreis des Départements Nord und gehört zum Arrondissement Dunkerque. 

## Gemeinden
Der Kanton besteht aus fünf Gemeinden und Gemeindeteilen mit insgesamt 49.075 Einwohnern (Stand: 1. Januar 2022) auf einer Gesamtfläche von 62,05 km²:
| Gemeinde           | Einwohner 1. Januar 2022 | Fläche km² | Dichte Einw./km² | Code INSEE | Postleitzahl                      |
| ------------------ | ------------------------ | ---------- | ---------------- | ---------- | --------------------------------- |
| Bray-Dunes         | 4.284                    | 8,57       | 500              | 59107      | 59123                             |
| Dunkerque          | 34.956                   | 7,68       | 4.552            | 59183      | 59140, 59240, 59279, 59430, 59640 |
| Ghyvelde           | 4.126                    | 35,92      | 115              | 59260      | 59254                             |
| Leffrinckoucke     | 4.101                    | 7,28       | 563              | 59340      | 59495                             |
| Zuydcoote          | 1.608                    | 2,60       | 618              | 59668      | 59668                             |
| Kanton Dunkerque-2 | 49.075                   | 62,05      | 791              | 5917       | –                                 |

1. ↑   Nur der östliche Teil der Gemeinde, der Rest verteilt sich auf die Kantone Dunkerque-1 und Grande-Synthe.

## Veränderungen im Gemeindebestand seit der landesweiten Neuordnung der Kantone
2016: Fusion Ghyvelde und Les Moëres → Ghyvelde